# Cercopis vulnerata
Cercope sanguin
Espèce
Cercopis vulnerata, le cercope sanguin, est une espèce d'insectes hémiptères, de la famille des Cercopidae, commune en Europe et facilement reconnaissable grâce à ses couleurs vives, noire et rouge.

## Description
Ailes antérieures coriacées (hémiélytres) ; taille : entre 8,2 et 10,5 millimètres. De couleur noir brillant, avec 3 taches rouges sur les élytres.
Cette livrée voyante est dite aposématique : elle est un moyen de défense comme signal visuel de toxicité, où il semble jouer un rôle de modèle, comme d'autres hétéroptères, tels que Lygaeus equestris et L. simulans. 

### Confusion possible
Le cercope sanguin est très ressemblant à d'autres espèces proches : ses taches antérieures, triangulaires, se touchent presque, contrairement à celles du Cercopis sanguinolenta dont le dessin rouge est légèrement différent. Cercopis intermedia a des fémurs rouges, et chez Haematoloma dorsata, les ailes antérieures sont presque entièrement bordées de rouge.

## Répartition
Le Cercope sanguin se rencontre dans toute l'Europe moyenne, des Pyrénées à la mer Noire et à l'Ouest de la Russie, et de la Méditerranée à la Grande-Bretagne et à la Baltique, et même en Norvège. Il est absent des îles méditerranéennes.

## Mode de vie
On le trouve sur des plantes ligneuses ou herbacées, principalement dans les régions boisées. Cet insecte de type suceur se nourrit de la sève. 
L'adulte est visible d'avril à août. Il peut voler et est pourvu de pattes postérieures saltatoires très efficaces. Vigoureux sauteur, quand le cercope est dérangé, il se propulse d'un bond puissant pouvant aller jusqu'à 70 centimètres.
En période de reproduction, le mâle appelle la femelle par cymbalisation, comme la cigale, mais non audible pour l'humain sans amplification. La fréquence est de 40 à 300 Hz, en moyenne 65 Hz.
La position de l'accouplement est particulière : le mâle ne se tient pas sur la femelle, comme par exemple chez les coléoptères, ni tête-bêche, les deux abdomens accolés comme chez le gendarme : chez le cercope sanguin, le mâle et la femelle se tiennent l'un à côté de l'autre, avec un angle de moins de 45°. L'accouplement peut durer jusqu'à 5 heures.
La larve est de teinte blanchâtre et se couvre pour se camoufler et se protéger, d'un amas spumeux (comme une écume ou mousse), appelé communément « crachat de coucou » ou « écume printanière ». Pour produire ce phénomène, la larve d'un cercope propulse de l'air dans les déjections qu'elle rejette, ce qui a pour effet de les transformer en cet amas d'écume qui va la protéger d'éventuels prédateurs et lui assurer une humidité constante. C'est un insecte hétérométabole paurométabole, sans stade nymphal. 

## Taxonomie
Le Cercope sanguin a été décrit par l'entomologiste italien Pietro Rossi en 1807, sous le nom de Cercopis vulnerata. 
Le genre Cercopis avait été créé par Johan Christian Fabricius en 1775, dans son Systema entomologicae, et qui y avait déjà classé Cercopis sanguinolenta, décrite en 1763 par Scopoli, mais que celui-ci assimilait au genre Cicada.

### Étymologie
L'épithète scientifique « vulnerata » signifie « blessé », par référence à la couleur rouge-sang des taches sur les ailes, et vient du latin vulnus, la blessure. 

## Galerie photos

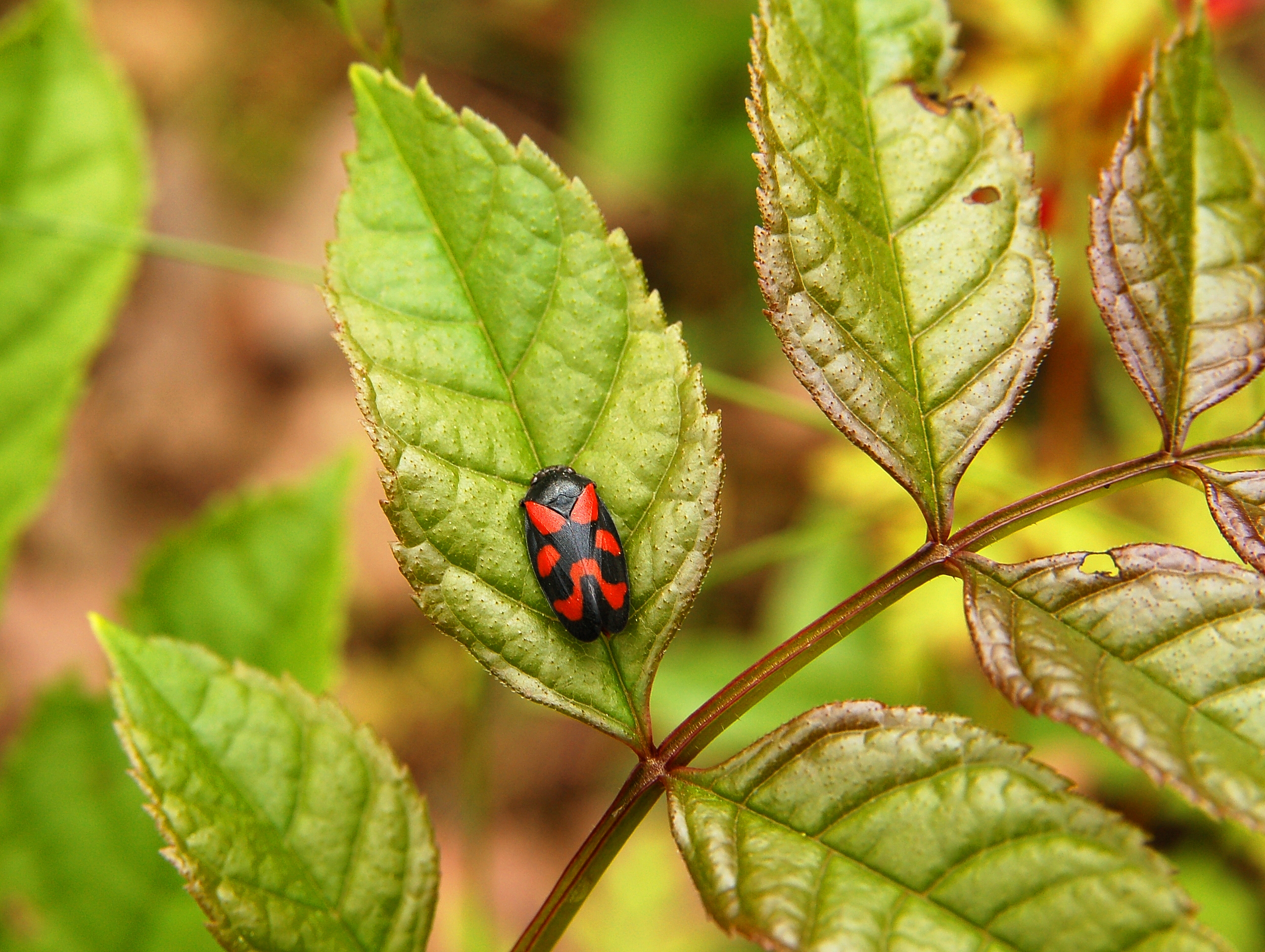
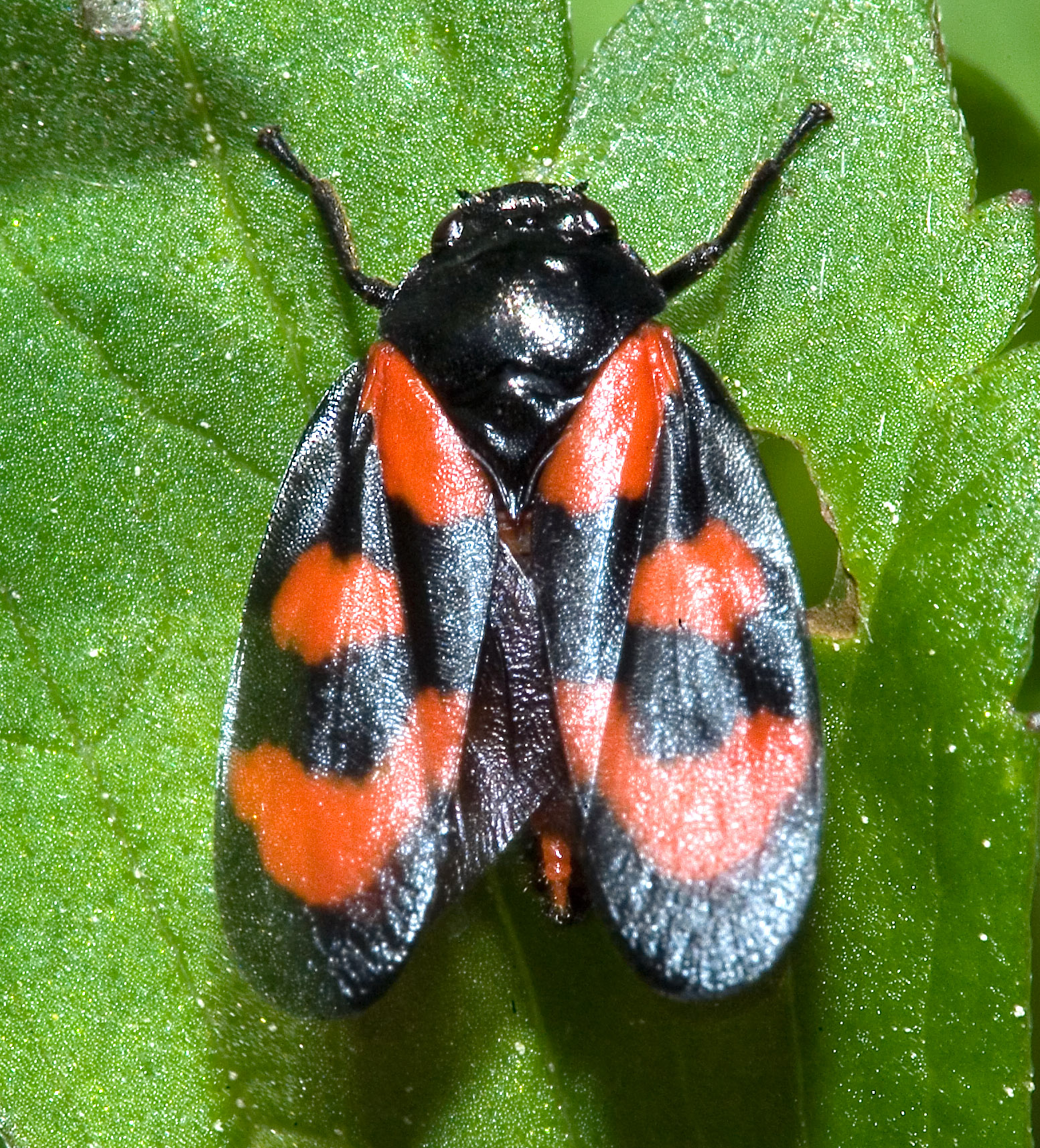
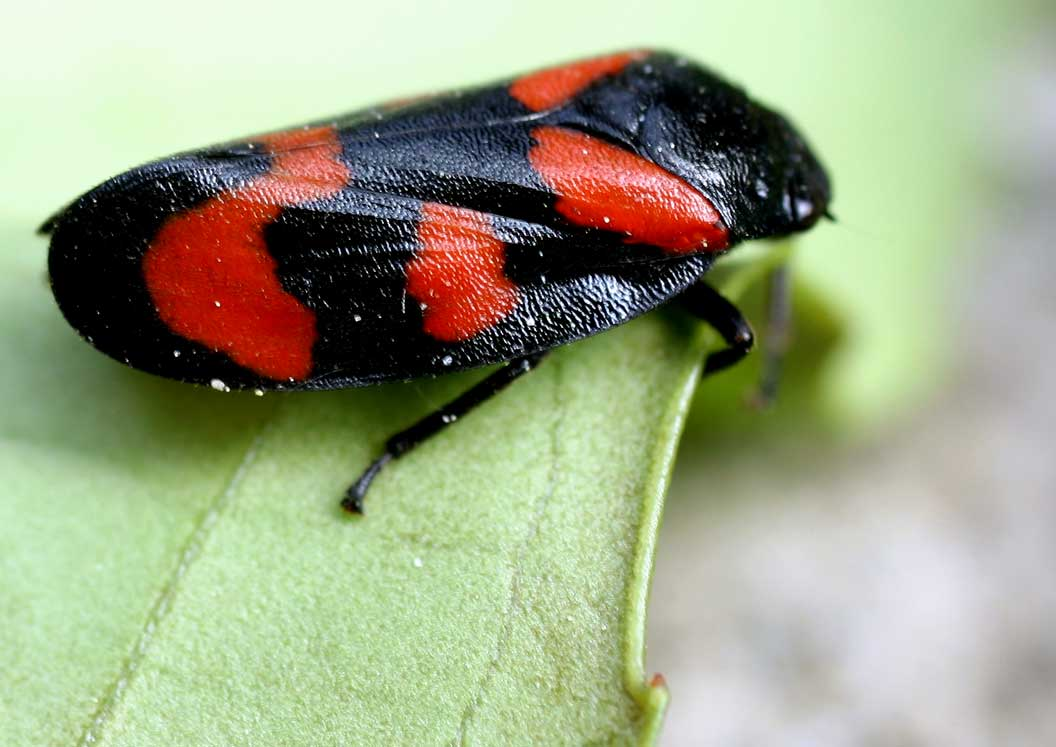
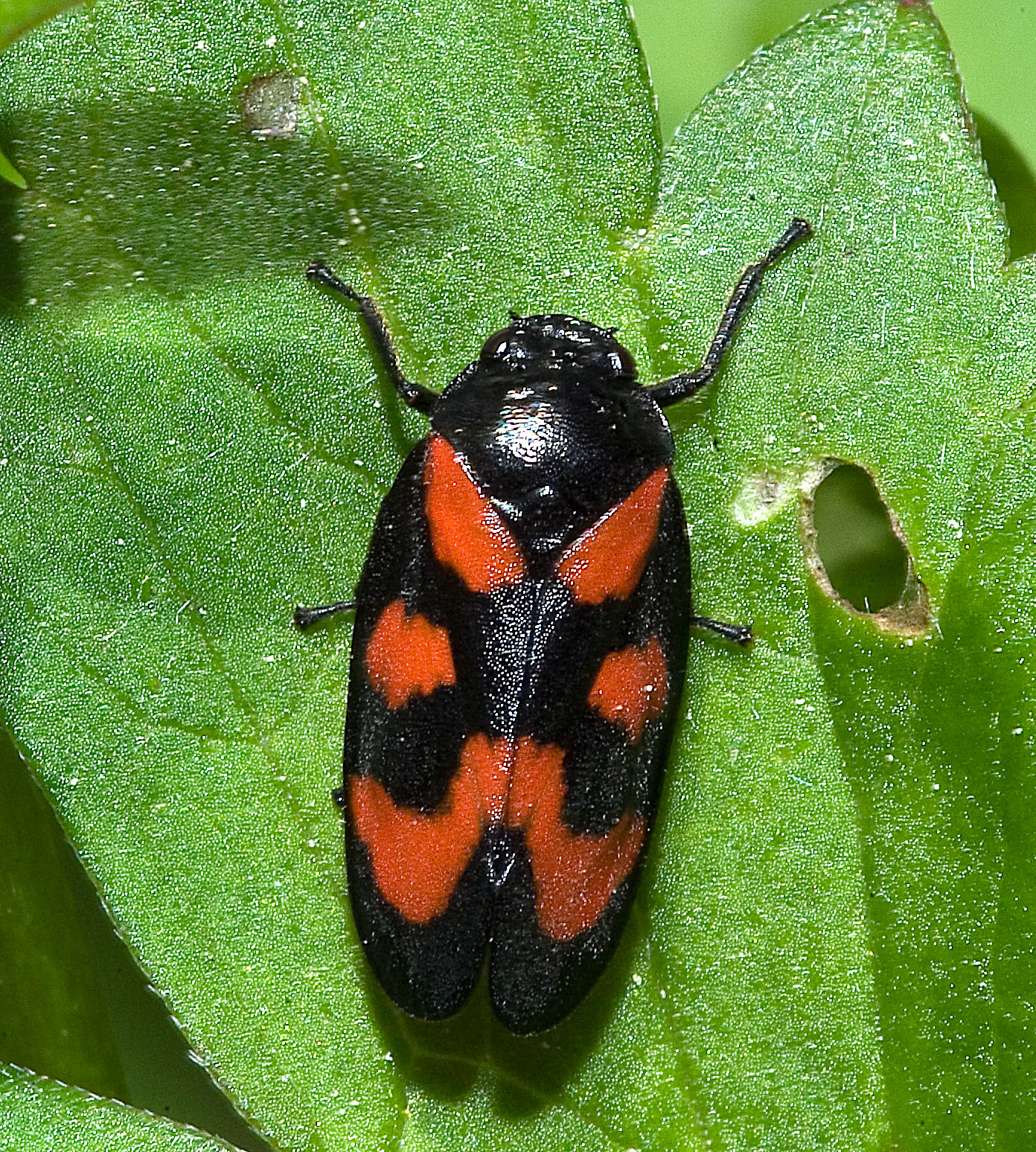
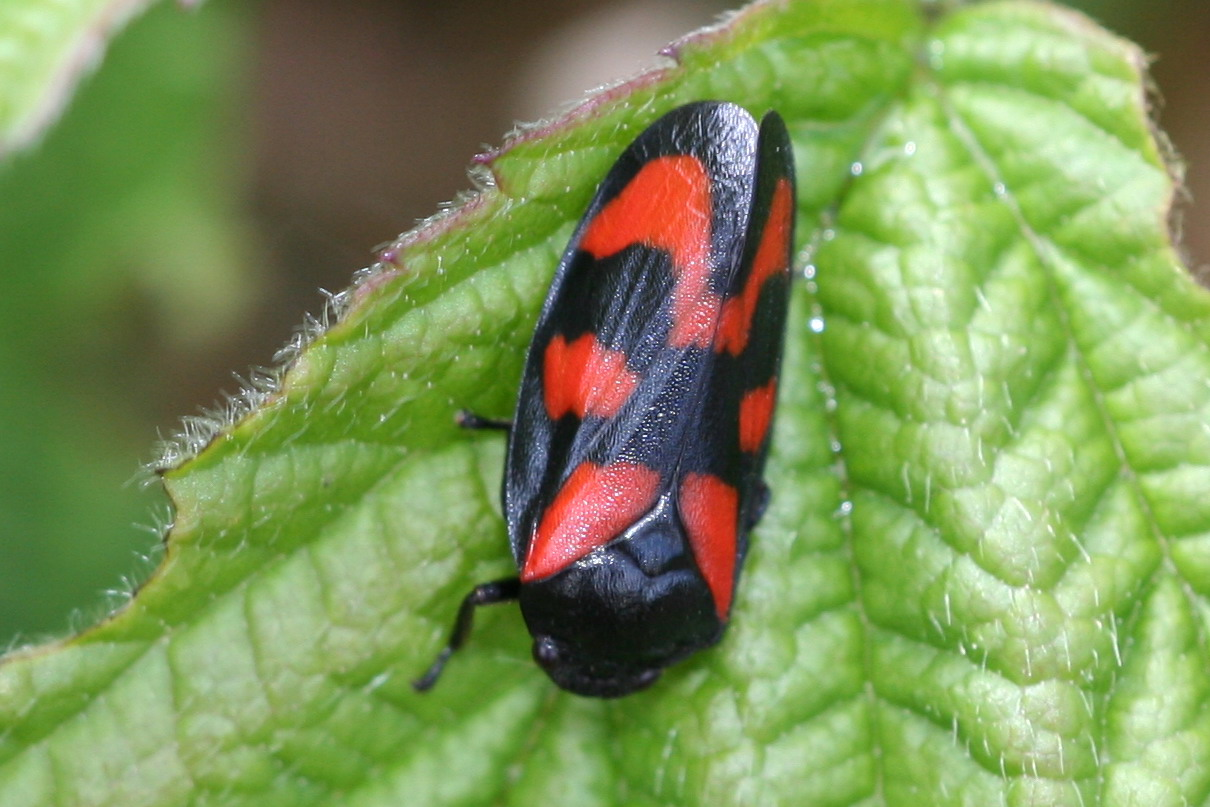
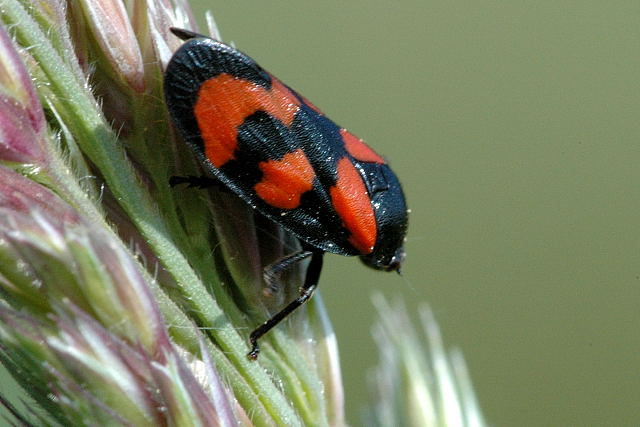
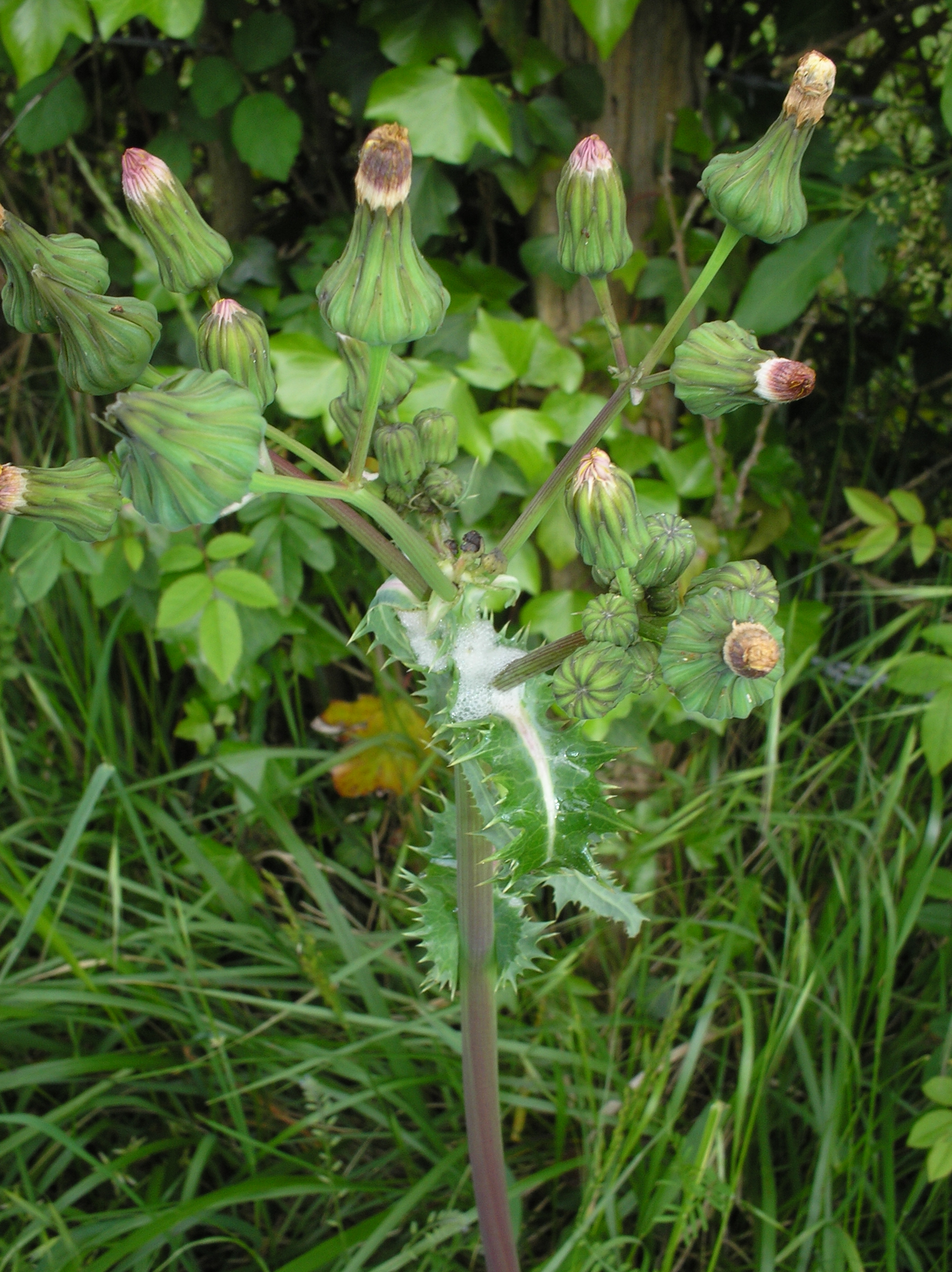
Crachat de coucou
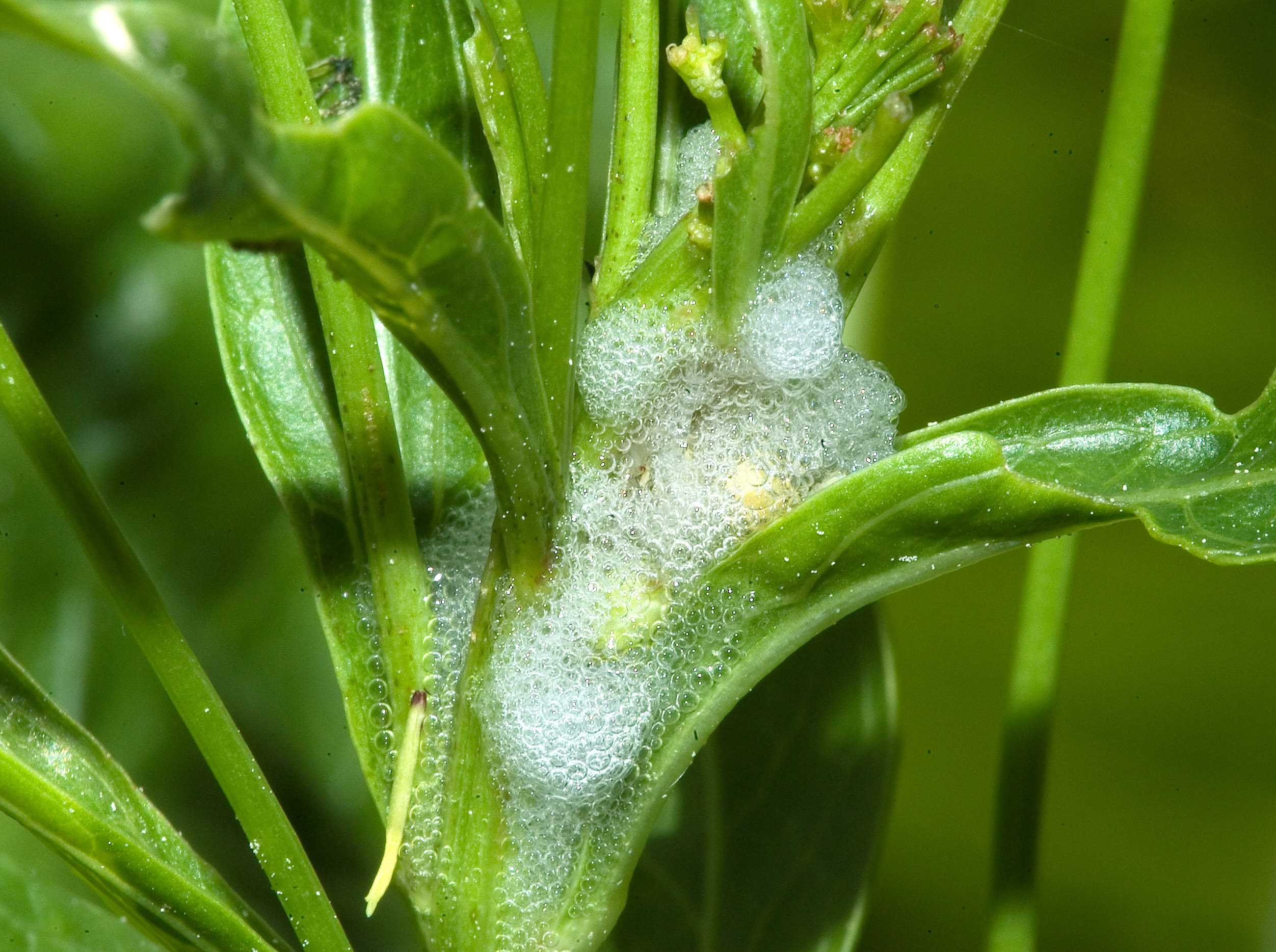
Crachat de coucou
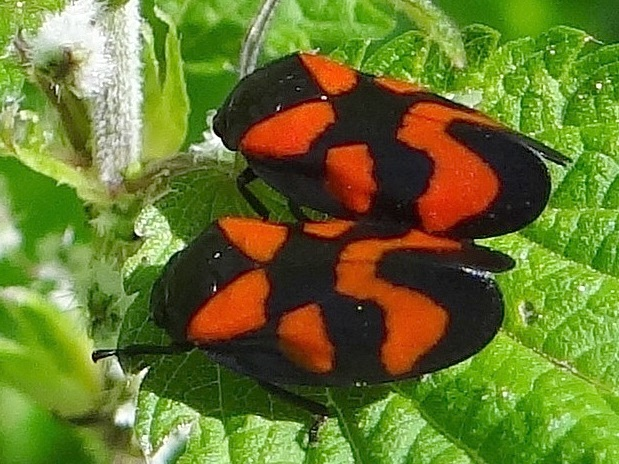
Accouplement